# Orvar Jönsson
Björn Orvar Jönsson (Malmö, 5 settembre 1950) è un ex schermidore svedese, vincitore di due medaglie di bronzo ai campionati mondiali di scherma.